# Neomixorthezia brazilana
Neomixorthezia brazilana är en insektsart som beskrevs av Konczné Benedicty och Kozár in Kozár 2004. Neomixorthezia brazilana ingår i släktet Neomixorthezia och familjen vaxsköldlöss. Inga underarter finns listade i Catalogue of Life.